# Miss World 1975
| Data:                | 20 listopada 1975                 |
| Kraj:                | Wielka Brytania                   |
| Miasto:              | Londyn                            |
| Gala finałowa:       | Royal Albert Hall                 |
| Liczba uczestniczek: | 67                                |
| Zwyciężczyni:        | Wilnelia Merced Cruz, Portoryko   |
| Poprzedniczka:       | Anneline Kriel, Południowa Afryka |
| Następczyni:         | Cindy Breakspeare, Jamajka        |
| -------------------- | --------------------------------- |

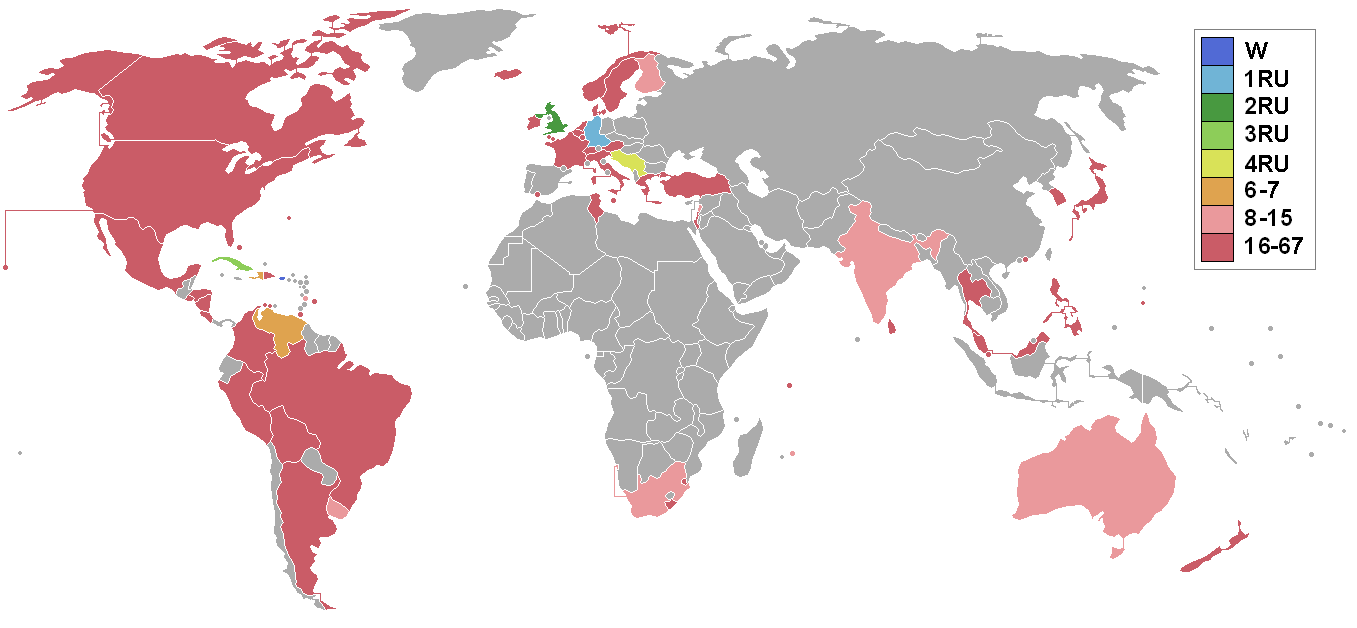
Kraje i terytoria, które wysłały delegacje oraz zajęte miejsce

Miss World 1975 – 25. edycja wyborów Miss World. Finał miał miejsce w Royal Albert Hall, w Londynie, 20 listopada 1975 r. W konkursie wzięło udział 67 kobiet z całego świata. Zwyciężyła Wilnelia Merced Cruz reprezentująca Portoryko. W konkursie zadebiutowało 5 państw.

## Wyniki
| Wyniki finału   | Uczestniczka/Uczestniczki |
| --------------- | --- |
| Miss World 1975 | - Portoryko – Wilnelia Merced Cruz |
| 1. wicemiss     | - RFN – Anneline Kriel |
| 2. wicemiss     | - Wielka Brytania – Lea Klain |
| 3. wicemiss     | - Kuba – Gail Margaret Petith |
| 4. wicemiss     | - Jugosławia – Terry Ann Browning |
| 5. wicemiss     | - Haiti – Jill Lindqvist |
| 6. wicemiss     | - Wenezuela – Chikako Shima |
| Półfinalistki   | - Australia – Linda Yvonne Field - Finlandia – Mariza Sommer - Indie – Natividad Rodríguez Fuentes - Liban – Julie Ann Farnham - Mauritius – Andrea Lyon - Południowa Afryka – Torill Mariann Larsen - Saint Lucia – Sue Nicholson - Urugwaj – Evelyn Peggy Williams |

### Nagrody specjalne
| Nagroda specjalna    | Uczestniczka                      |
| -------------------- | --------------------------------- |
| Miss Fotogeniczności | - Suazi – Vinah Thembi Mamba      |
| Miss Osobowości      | - Singapur – Maggie Siew Teen Sim |

## Uczestniczki
- Argentyna – Lilian Noemí De Asti
- Aruba – Cynthia Marlene Bruin
- Australia – Anne Davidson
- Austria – Rosemarie Holzschuh
- Bahamy – Ava Marilyn Burke
- Barbados – Peta Hazel Greaves
- Belgia – Christine Delmelle
- Bermudy – Donna Louise Wright
- Boliwia – Maria Monica Guardia
- Brazylia – Zaida Souza Costa
- Curaçao – Elvira Nelly Maria Bakker
- Dania – Pia Isa Lauridsen
- Dominikana – Carmen Rosa Arredondo Pou
- Filipiny – Suzanne Gonzalez
- Finlandia – Leena Kaarina Vainio
- Francja – Sophie Sonia Perin
- Gibraltar – Lillian Anne Lara
- Grecja – Bella Adamopoulou
- Guam – Dora Ann Quintanilla Camacho
- Guernsey – Carol Dawn Le Billon
- Haiti – Joelle Apollon
- Holandia – Barbara Ann Neefs
- Honduras – Etelinda Mejía Velásquez
- Hongkong – Teresa Chu Tsui-Kuen
- Indie – Anjana Sood
- Irlandia – Elaine Rosemary O’Hara
- Islandia – Halldora Björk Jonsdottir
- Izrael – Atida Mor
- Japonia – Chiharu Fujiwara
- Jersey – Susan Maxwell de Gruchy
- Jugosławia – Ladija Verkovska
- Kanada – Normande Jacques
- Kolumbia – Amanda Amaya Correa
- Korea – Lee Sung-hee
- Kostaryka – Maria Mayela Bolaños Ugalde

- Kuba – Maricela (Maxie) Clark
- Liban – Ramona Karam
- Luksemburg – Marie Thérèse Manderschied
- Malezja – Fauziah Haron
- Malta – Marie Grace (Mary) Ciantar
- Mauritius – Marielle Tse Sik-Sun
- Meksyk – Blanca Patricia López Esparza
- RFN – Marina Langner
- Nikaragua – Maria Auxiliadora Paguaga Mantilla
- Norwegia – Sissel Gulbrandsen
- Nowa Zelandia – Janet Andrea Nugent
- Peru – Mary Orfanides Canakis
- Portoryko – Wilnelia Merced Cruz
- Południowa Afryka – Lydia Gloria Johnstone 
 (w jęz. angielskim pod nazwą Africa South)
- Południowa Afryka – Rhoda Rademeyer 
 (w jęz. angielskim pod nazwą South Africa)
- Saint Lucia – Sophia St. Omer
- Salwador – Ana Stella Comas Durán
- Seszele – Amelie Lydia Michel
- Singapur – Maggie Siew Teen Sim
- Sri Lanka – Angela Seneviratne
- Stany Zjednoczone – Annelise Ilschenko
- Suazi – Vinah Thembi Mamba
- Szwajcaria – Franziska (Franzi) Angst
- Szwecja – Agneta Catarina Magnusson
- Tajlandia – Raevadee Pattamaphong
- Trynidad i Tobago – Donna Sandra Dalrymple
- Tunezja – Monia Dida
- Turcja – Harika Degirmenci
- Urugwaj – Carmen Abal
- Wenezuela – María Concepción Alonso Bustillo
- Wielka Brytania – Vicki Ann Harris
- Włochy – Vanna Bortolini

## Notatki dot. państw uczestniczących

### Debiuty
- Curaçao,  Haiti,  Saint Lucia,  Salwador i  Suazi uczestniczyły w konkursie pierwszy raz.

### Powracające państwa i terytoria
- Kuba uczestniczyła ostatnio w konkursie w 1955 r.
- Boliwia i  Urugwaj uczestniczyły ostatnio w konkursie w 1965 r.
- Trynidad i Tobago uczestniczyło ostatnio w konkursie w 1971 r.
- Islandia,  Luksemburg,  Mauritius,  Peru,  Seszele i  Turcja uczestniczyły ostatnio w konkursie w 1973 r.

### Państwa i terytoria rezygnujące
- Botswana
- Hiszpania
- Jamajka
- Madagaskar
- Zambia